# Озеро наших тревог, наших надежд
«О́зеро на́ших трево́г, на́ших наде́жд» — персональная фотовыставка фотохудожника-любителя Михаила Терентьева с участием членов Народного фотоклуба «Импульс», проведённая в 1986 году в городе Миассе Челябинской области и в качестве передвижной фотовыставки — в городах Южного Урала, включая Челябинск. Выставка была посвящена проблемам озера Тургояк — «уральского Байкала», жемчужины Урала, гидрологического памятника природы регионального значения, внесённого ЮНЕСКО в перечень биосферных резерватов. Выставка имела социально-экологическую направленность и была примером граждански активной фотографии. Она произвела резонанс: поднятые ею проблемы оказались в фокусе внимания всего Южного Урала.

## Предыстория
С середины 1960-х годов из озера Тургояк — «уральского Байкала», жемчужины Урала, гидрологического памятника природы регионального значения для нужд города Миасс и его предприятий производилась откачка воды. По состоянию на весну 1985 года, из озера было выкачано 65,4 млн. кубометров воды, что составляло одну восьмую часть объёма озера. Соответственно, через два-три года в Тургояке могли начаться необратимые процессы
Весной 1984 года члены миасского фотоклуба «Импульс» решили провести выставку, рассказывающую о расположенном близ Миасса посёлке Тургояк, о его людях и окружающей его природе. Было собрано много фотоматериалов и об озере Тургояк. Со временем членам фотоклуба стало ясно: «Озеро — болевая точка для всех нас, которая концентрирует в себе не только экологические, но и нравственные, исторические, культурные, социальные проблемы. Мы поняли, что, если не решить их сегодня, сейчас, это будет преступлением перед будущими поколениями. И уже не могли не сделать этой выставки».
Выставка получила название «Озеро наших тревог, наших надежд». Она изначально задумывалась как пейзажная. Потом в неё было решено включить экологические сюжеты, научную и литературную составляющие. В результате представленные на выставке материалы вышли, по сути, за пределы формата «обычной» фотовыставки. Они были восприняты общественностью «не столько как искусство, а как документ — призыв к защите озера», обусловив возникновение широкой публичной акции по защите озера.

## Описание
Выставка «Озеро наших тревог, наших надежд» фактически являлась персональной: на ней в основном были представлены работы М. М. Терентьева.

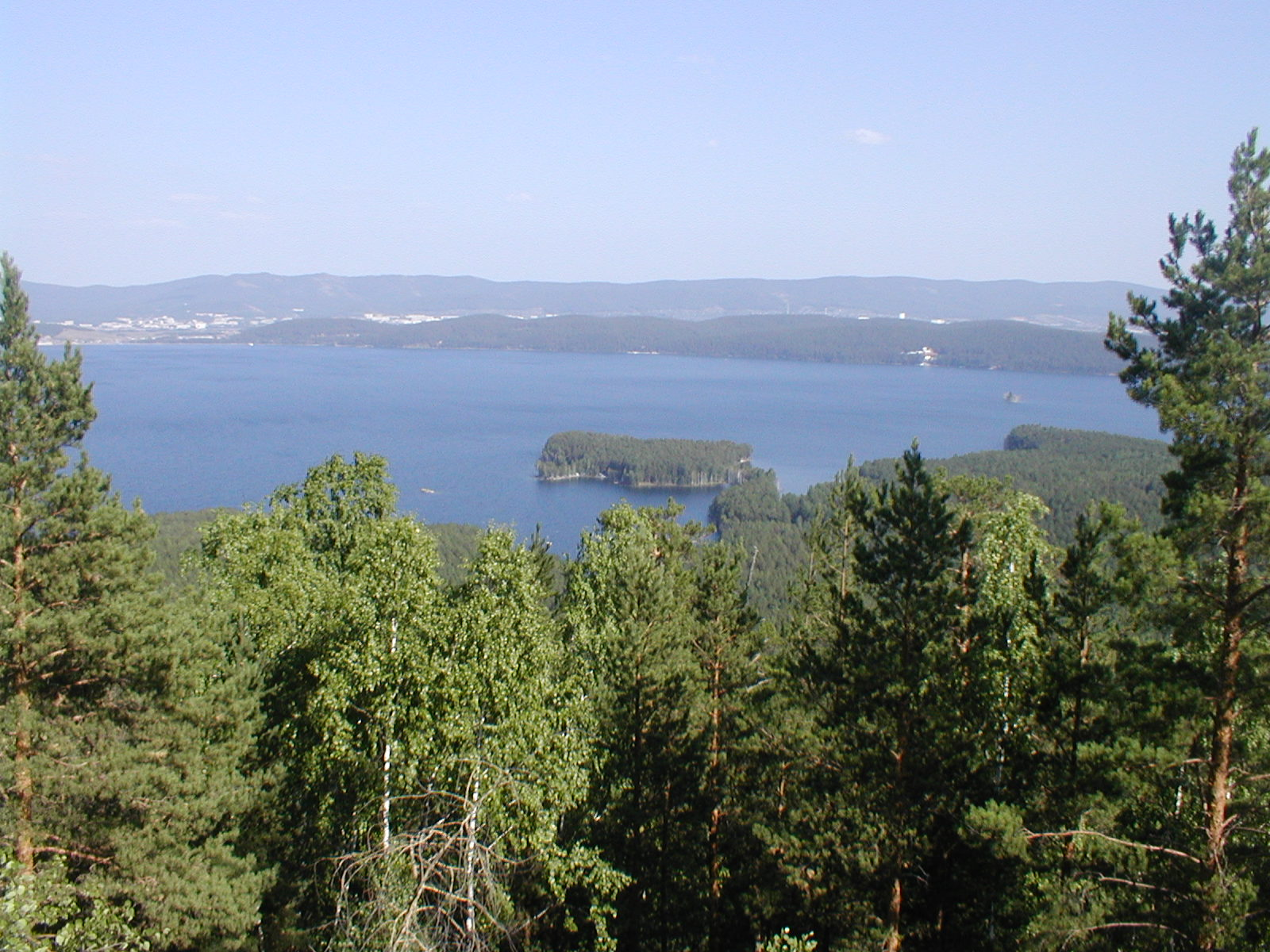
Озеро Тургояк: вид с Заозёрного хребта.
На горизонте — Машгородок и Ильменский хребет

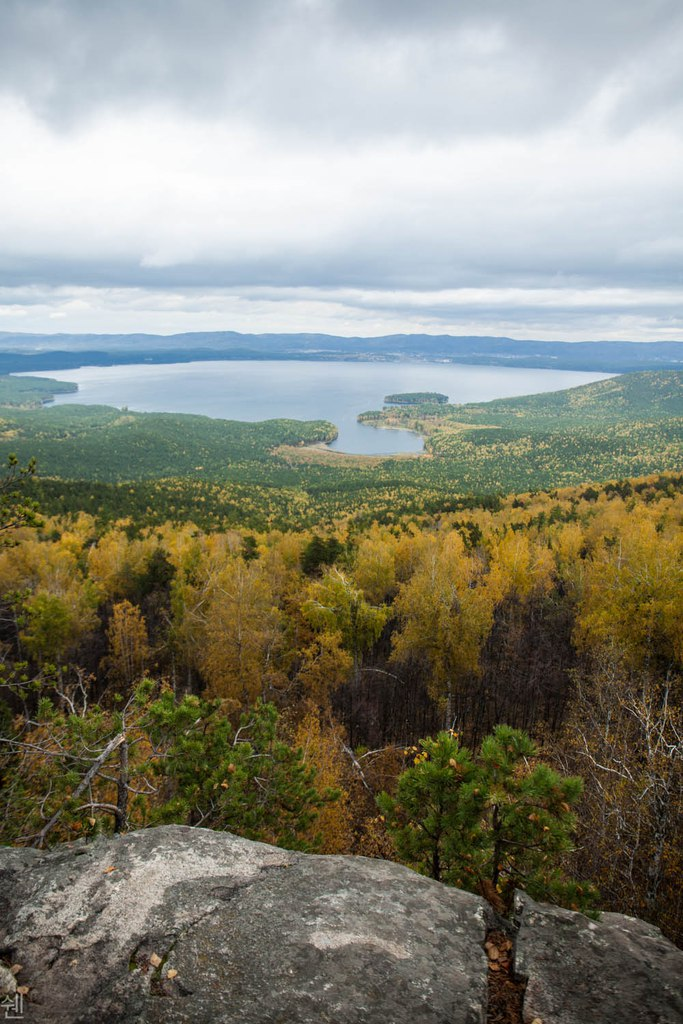
Озеро Тургояк: вид с горы Крутой Ключ

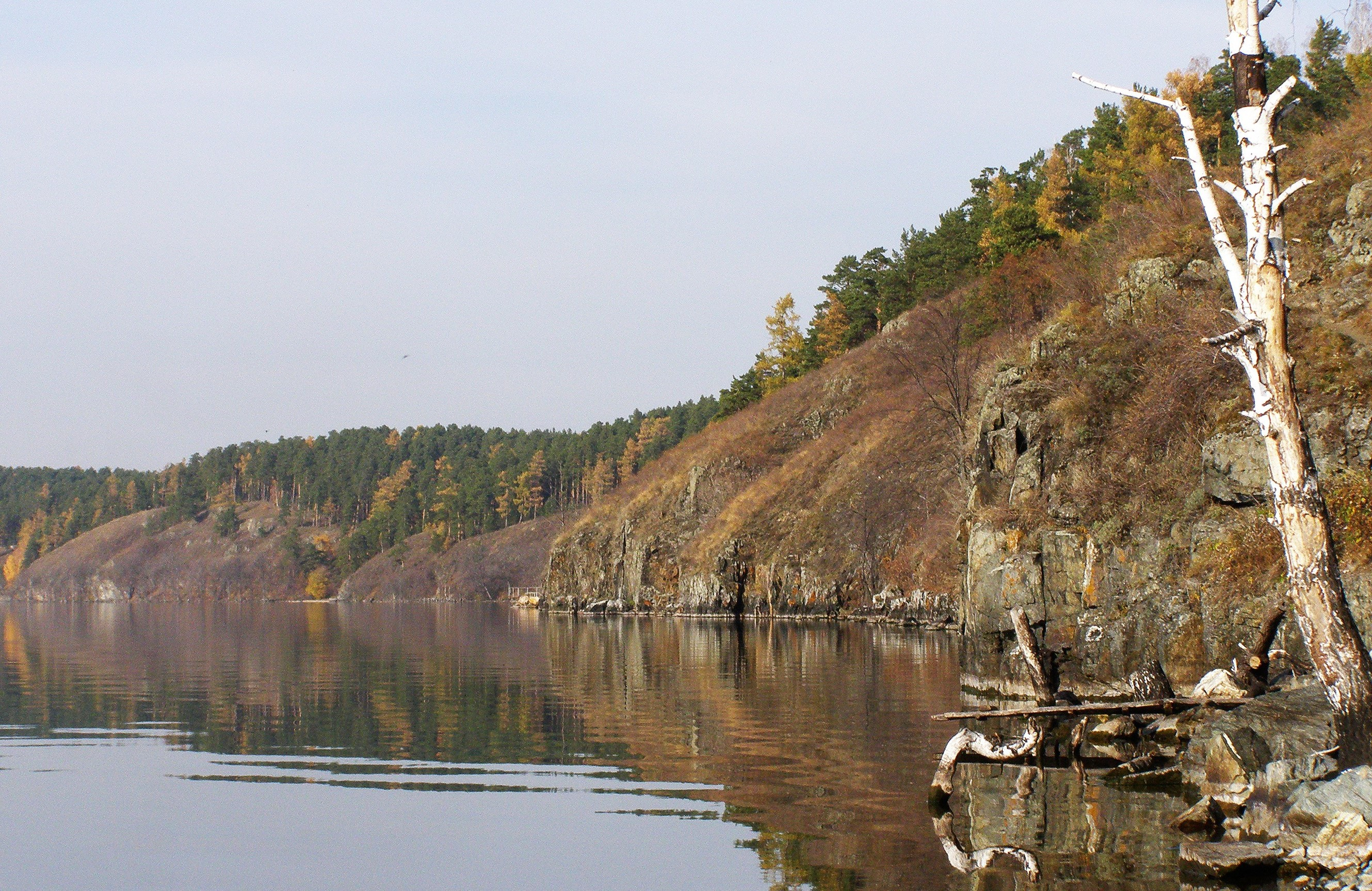
Озеро Тургояк: скалы Крутики

Материалы выставки состояли из двух блоков: исторического («путешествие в обратное») и современного («плачевное состояние тускнеющей на глазах жемчужины»).
В первом из них были представлены цитаты современников о Тургояке, графики, таблицы. В материалах звучали тревожные нотки. Акцент делался на то, что деятельность человека постепенно наносит ущерб природе Тургояка. Например, приводились слова, написанные в 1916 году: «Пришёл человек, дачник, пришли потребности техники, цивилизации… и прежнего Тургояка не стало».
Второй блок выставки на страницах журнала «Советское фото» описывался следующим образом: «Эмоциональный порыв: плакатные фотомонтажи, сатирические фотообвинения, сарказм, боль, протест. Кто виноват? Призыв принять конкретные меры. Что делать? Именно так ставятся проблемы в прессе».
Проблема состояния озера Тургояк оказалась в фокусе внимания всего Южного Урала.

## Обсуждения
Выставка «Озеро наших тревог, наших надежд» произвела общественный резонанс. Она положила начало движению за спасение озера Тургояк.
Дискуссии по поднятым ею проблемам проходили в посёлке Тургояк, на всех крупных предприятиях Миасса, во всех его Дворцах культуры, в миасском горкоме КПСС, По поднятым ею проблемам с участием редакции газеты «Миасский рабочий» был проведён «круглый стол». Выставка стала передвижной по области. Она была представлена и в Челябинске в составе областной экспозиции «Природа и мы».
Организаторы выставки добились организации в городе (при миасском горкоме КПСС) комитета по защите озера, в который вошли, проработав в нём несколько лет, три члена фотоклуба «Импульс» — М. М. Терентьев, Ю. П. Липин и А. Звездин.
К проблеме спасения озера подключились Тургоякский поселковый совет, Ильменский заповедник, Гидрометобсерватория, Общество охраны природы, лаборатория Института комплексного использования и охраны водных ресурсов. 
Со страниц газеты «Челябинский рабочий» об организаторах выставки звучало: «Кто встал на защиту озера Тургояк? Любители фотографии. Не учёные-географы, которые лучше всех знают, что озеро в беде. Не инженеры УралАЗа, которых могло бы настигнуть чувство некоторой вины. Не гидротехники, не гидрогеологи, которым известны все варианты спасения озера… Нет-нет, сразу оговорюсь: учёные, инженеры — кого ни возьми, все готовы на слова сочувствия Тургояку. На слова. Что они могут более? А фотографы — могут? Могут однако».
Как следствие общественных обсуждений фотовыставки, бюро миасского горкома КПСС и исполком городского Совета народных депутатов совместно приняли «Комплексную программу мер по защите и сохранению памятника природы — озера Тургояк». Её разделы назывались: «Создание Тургоякского национального парка», «Рационально-хозяйственное водопользование в городе», «Использование водозаборной зоны ландшафтного лесопарка». Фактически, программа отражала требования граждан Миасса в отношении сохранения озера. 
Публикуя названный документ, редакция газеты «Миасский рабочий» предваоила его следующими словами: «В нём дается краткий обзор нынешнего состояния жемчужины Южного Урала, говорится о большом общественном резонансе, который получила экологическая фотовыставка «Озеро наших тревог, наших надежд». По последним данным с ней ознакомились более 18 тысяч жителей города. Ими внесено 120 предложений. Они касаются мер по спасению Тургояка от гибели. Эту работу решено считать нравственным долгом каждого миасца».

Миасские любители (клуб «Импульс») выступили в защиту озера Тургояк, которому грозила гибель. Проведённое ими фотоисследование они оформили в виде выставки, положившей начало активным выступлениям общественности — в итоге городские власти разработали план мероприятий по спасению этой жемчужины Урала.
— Стигнеев В. Т., искусствовед, кандидат философских наук, почётный член Союза фотохудожников России.

## Результат
В 1991 году на сессии миасского городского Совета народных депутатов было принято решение не организовывать в районе озера Тургояк Национальный парк.
В 2012 году об организаторах фотовыставки «Озеро наших тревог, наших надежд» в газете «Миасский рабочий» констатировалось: «Нельзя сказать, что они спасли озеро, но то, что приостановили откачку из него воды — это факт».
За защиту озера Тургояк М. М. Терентьев был награждён медалью ВДНХ.